# Challenger de Rennes 2021
El torneo Open de Rennes 2021 fue un torneo profesional de tenis. Perteneció al ATP Challenger Tour 2021. Se disputó en su 15.ª edición sobre superficie dura bajo techo, en Rennes, Francia, entre el 13 y el 19 de septiembre de 2021.

## Jugadores participantes del cuadro de individuales
| Favorito | País                       | Jugador            | Rank1 | Posición en el torneo |
| -------- | -------------------------- | ------------------ | ----- | --------------------- |
| 1        | Bandera de Francia         | Richard Gasquet    | 79    | Semifinales           |
| 2        | Bandera de Francia         | Arthur Rinderknech | 83    | Semifinales           |
| 3        | Bandera de Francia         | Benjamin Bonzi     | 94    | CAMPEÓN               |
| 4        | Bandera de Francia         | Gilles Simon       | 103   | Primera ronda         |
| 5        | Bandera del Reino Unido    | Andy Murray        | 122   | Segunda ronda         |
| 6        | Bandera de Francia         | Lucas Pouille      | 133   | Cuartos de final      |
| 7        | Bandera de Francia         | Grégoire Barrère   | 136   | Segunda ronda         |
| 8        | Bandera de República Checa | Tomáš Macháč       | 143   | Segunda ronda         |

- 1 Se ha tomado en cuenta el ranking del 30 de agosto de 2021.

### Otros participantes
Los siguientes jugadores recibieron una invitación (wild card), por lo tanto ingresan directamente al cuadro principal (WC):
- Kyrian Jacquet
- Harold Mayot
- Andy Murray

Los siguientes jugadores ingresan al cuadro principal tras disputar el cuadro clasificatorio (Q):
- Alessandro Bega
- Clément Chidekh
- Manuel Guinard
- Calvin Hemery

## Campeones

### Individual Masculino
- Benjamin Bonzi derrotó en la final a  Mats Moraing, 7–6(3), 7–6(3)

### Dobles Masculino
- Bart Stevens /  Tim van Rijthoven derrotaron en la final a  Marek Gengel /  Tomáš Macháč, 6–7(2), 7–5, [10–3]